# Cédric Sorhaindo
Cédric Sorhaindo, francoski rokometaš, * 7. junij 1984, Trinité.
Leta 2012 je z reprezentanco osvojil naslov olimpijskega prvaka.